# La ragazza del riformatorio
La ragazza del riformatorio (Born Innocent) è un film per la televisione statunitense del 1974 diretto da Donald Wrye e tratto dall'omonimo romanzo di Creighton Brown Burnham. Protagonista del film è Linda Blair, la stessa giovane protagonista de L'esorcista girato appena un anno prima.

## Trama
Christine Parker è una quattordicenne infelice a causa delle burrascose liti dei genitori: madre alcolista e nevrotica, che spesso non esita a gridarle in faccia di non averla mai voluta, e padre violento, che non esita a picchiarla. 
Un giorno, giustamente stufa di entrambi e desiderosa di una vita migliore, Christine scappa di casa; viene però rintracciata dai genitori e spedita in un riformatorio giovanile per sole ragazze. 
La situazione qui degenera: la ragazzina viene subito presa di mira da alcune compagne invidiose e prepotenti, specialmente da una strana ragazza più grande che si fa chiamare Moco, la quale fra l'altro possiede uno spesso manico di scopa che chiama "Johnny". 
La leader è la vecchia e odiosa Denny, seguita da Moco e qualche altra canaglia. 
Nonostante i suoi tentativi di fare amicizia con le altre ragazze, Christine si ritrova contro molte di loro, che non esitano a infastidirla giorno e notte e che addirittura, mentre questa si sta lavando nei bagni comuni del riformatorio, Moco e le sue "complici" irrompono nella doccia, l'aggrediscono e la stuprano con il fidato bastone "Johnny" di Moco, per poi andarsene indiscriminatamente lasciando la ragazzina agonizzante sul pavimento.
Dopo essersi ripresa, Christine fa un tentativo chiedendo aiuto alle responsabili e denunciando l'aggressione ma essendo passato del tempo non ci sono prove sufficienti per prendere provvedimenti. Tuttavia, le viene offerta la possibilità di tornare dalla sua famiglia nella speranza di un ritorno ad una vita migliore e serena. Ma una volta a casa Christine torna a subire la solita routine tra il disprezzo della madre e le angherie fisiche e verbali del padre, finendo per scappare dal fratello maggiore. Una volta raggiunto, questi le rivela di non poter prendersi cura di lei poiché sposato e con figli, e subito dopo la polizia (chiamata dal fratello)prende in custodia Christine e la riporta al riformatorio. Dopo un periodo di disperazione (durante il quale pratica dell'autolesionismo) Christine inizia a diventare cattiva e perfida come le compagne, spingendole alla fine ad aggredire a morte la responsabile più malvista (specie dopo un accaduto che è costato l'aborto di una delle recluse) a seguito di una futile discussione iniziata da Christine per lavarsi i capelli dopo l'orario consentito.

## Produzione

### Scena censurata
Quando il 10 settembre 1974 Born Innocent comparve sugli schermi della NBC, venne immediatamente censurato. La censura fu applicata a causa della famosa "scena della doccia", che vede Christine venir brutalmente stuprata da alcune compagne, che, per la vergognosa azione, si servono di un manico di scopa, chiamato "Johnny". Dopo lo stupro, Christine cambia completamente; diventa ribelle e spietata, tradendo la sua immagine di "brava ragazza", l'unica vera in quel riformatorio.

## Distribuzione
Il film è stato trasmesso negli Stati Uniti in prima visione il 10 settembre 1974 da NBC, mentre in Italia è stato distribuito nelle sale nel 1976.

### Mass media
Negli anni 1980 il film sparì completamente dalla circolazione.
Nel 2004 è stata presentata un'edizione integrale di La ragazza del riformatorio su formato DVD, comprendente la scena dello stupro e senza alcuna censura.

## Accoglienza

### Critica
Sull'aggregatore di recensioni Rotten Tomatoes, il film riceve il 55% delle recensioni professionali positive, basato su 16 recensioni.

## Controversie

### Critica da parte della comunità LGBT
Il film fu ampiamente criticato dalla National Organization of Women, dalla New York Rape Coalition (per combattere lo stupro) e da altre numerose organizzazioni per i diritti di gay e lesbiche per la rappresentazione di abusi sessuali da donne verso altre donne; per esempio, la Lesbian Feminist Liberation ha respinto il film, affermando che "Gli uomini violentano, le donne no" e considerando la pellicola come un tentativo di "propaganda contro le lesbiche".
Questo è stato uno dei motivi principali, assieme alle continue lamentele, per cui la scena della doccia fu infine tagliata dal film.

### Accusa di violenza sessuale
Nel 1975, il film fu accusato di aver "ispirato" lo stupro di una bambina di nove anni, a San Francisco, le cui carnefici, evidentemente proprio tutte ragazze leggermente più grandi, avevano utilizzato per l'azione una bottiglia di vetro: Valeria Niemi, la madre della vittima, citò in giudizio la NBC e chiese un risarcimento di oltre 11 milioni di dollari.
Però, nel 1981, la Corte suprema definì il film come "non osceno", e che la rete della NBC non era responsabile delle azioni delle persone che avevano commesso tale crimine.